# ایوار ویدلوند

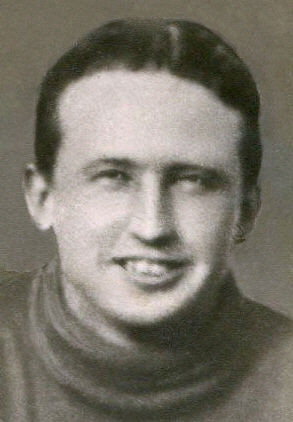
ایوار ویدلوند در سال ۱۹۳۵

ایوار ویدلوند (انگلیسی: Eivar Widlund; ۱۵ ژوئن ۱۹۰۵ – ۳۱ مارس ۱۹۶۸) بازیکن فوتبال اهل سوئد بود.
از باشگاه‌هایی که در آن بازی کرده‌است می‌توان به باشگاه فوتبال ای‌آی‌کی اشاره کرد.
وی همچنین در تیم ملی فوتبال سوئد بازی کرده‌است.